# Segundo monasterio de la Visitación de Santa María
El segundo monasterio de la Visitación de Santa María, o Salesas Nuevas, es un monasterio de la ciudad española de Madrid. Está ubicado en el barrio de Universidad, perteneciente al distrito Centro. Se encuentra en el número 72 de la calle de San Bernardo, en la que tiene una entrada principal y un acceso secundario. Limita al norte con la calle del Divino Pastor, al sur con la calle de Daoiz, al oeste con la susodicha calle de San Bernardo y al este con la calle de Monteleón.

## Historia
En 1792, María Luisa Centurión y Velasco, marquesa de Villena y de Estepa, solicitó permiso para construir a sus expensas un inmueble destinado a convento de religiosas de la Visitación de Nuestra Señora y colegio de San Francisco de Sales. Se trataba de la segunda comunidad de salesas establecida en Madrid, siendo la primera el monasterio de la Visitación o Salesas Reales promovido en 1748, por Bárbara de Braganza, mujer de Fernando VI.
La nueva fundación fue dedicada a la educación de niñas de familias distinguidas de la capital, idéntico fin que la primera comunidad. Su aprobación no fue sencilla pues en 1792, el arzobispo de Toledo había prohibido la constitución de nuevas fundaciones conventuales en Madrid, para lo cual la marquesa hubo de justificar de manera razonada su solicitud. Finalmente, fundamentándose en la utilidad que reportaría a la ciudad, el síndico general aprobó la constitución de salesas.
El lugar elegido para la nueva fundación fue la calle ancha de San Bernardo, en concreto un solar ocupado por unas casas propiedad de Ángel de Carvajal Zúñiga y Lancaster, duque de Abrantes y Linares. En 1792, la marquesa de Villena quiso comprar dichas casas a la viuda del duque, inmuebles que habían sido reparados ese mismo año. Manuel Bradi fue el tasador de las construcciones, valoradas en 1.015.804 reales y 15 maravedíes, que fueron vendidas finalmente por 820.760 reales y 15 maravedíes, quedando la cifra restante en posesión de la marquesa para pagar las cargas que existían sobre dichos inmuebles.
De esta forma, la congregación no se instaló en un inmueble de nueva planta sino que se ocupó, con fecha de 18 de noviembre de 1793, las casas de la calle de San Bernardo que habían sido recientemente reparadas. No obstante, fueron ejecutadas algunas actuaciones, entre las que destacó la construcción de una iglesia acorde con las necesidades de la comunidad de clausura. Dicho proyecto fue encomendado al mismo Manuel Bradi, autor de la tasación del inmueble. Bradi, prolífico maestro de obras, desarrolló la mayor parte de su trabajo en la capital, desde 1777 hasta 1824; su modesto título, otorgado por la Real Academia de Bellas Artes de San Fernando en 1780, no le impidió ejecutar obras de gran calidad, llegando a ser un interesante proyectista y urbanista, homogeneizador de la trama urbana madrileña a finales del siglo XVIII. Tal y como apunta Navascués, su producción posee ciertas reminiscencias de los arquitectos del momento, especialmente de Ventura Rodríguez, con el que probablemente tendría algún contacto. Entre sus proyectos destacan el palacio del duque de Medinaceli en la calle de Atocha, la urbanización de la plaza que antecede a la neoclásica iglesia de Santiago, así como ejemplos de arquitectura religiosa como la fachada de la desaparecida iglesia de San Miguel o la reedificación de numerosos inmuebles destinados a comunidades religiosas asentadas en la Corte (Recogidas, Arrepentidas o Cofradías).

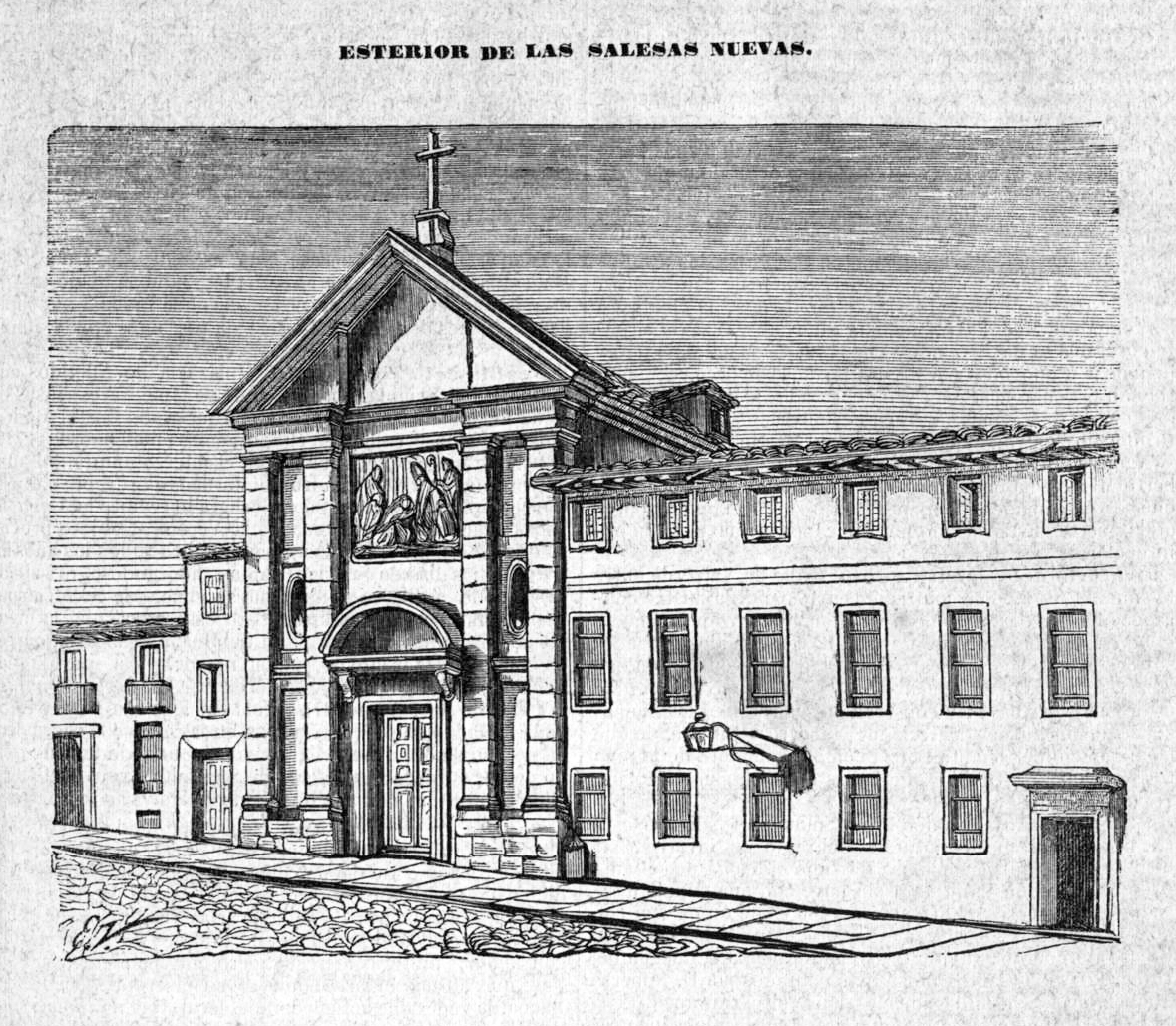
Fachada del convento hacia 1847 en el Diccionario geográfico-estadístico-histórico de España y sus posesiones de ultramar de Madoz

Respecto al proyecto de las Salesas Nuevas, tan solo consta el diseño de la fachada hacia la calle de San Bernardo, presentado por don Antonio Bradi, el 12 de junio de 1794 y aprobado posteriormente por Juan de Villanueva. Se trata del diseño realizado para la construcción de la iglesia, pues así consta en la solicitud de licencia de otras, en la que se expone que «en el extremo a su fachada de la referida calle Ancha tiene destinada la Iglesia, y a este fin solicita variar su aspecto en aquella parte», rogando el permiso para “proceder a la construcción de dicha parte de la fachada”. Por lo tanto, Bradi intervendría exclusivamente en el templo. El diseño finalmente adoptado fue variado respecto al dibujo original: se modificó la configuración de los vanos de las calles laterales y desapareció el óculo del tímpano. De la misma manera, el conjunto perdió el carácter unitario inicial, pues es manifiesto el desnivel de los forjados horizontales de iglesia y dependencias conventuales, que genera dos construcciones diferenciadas.

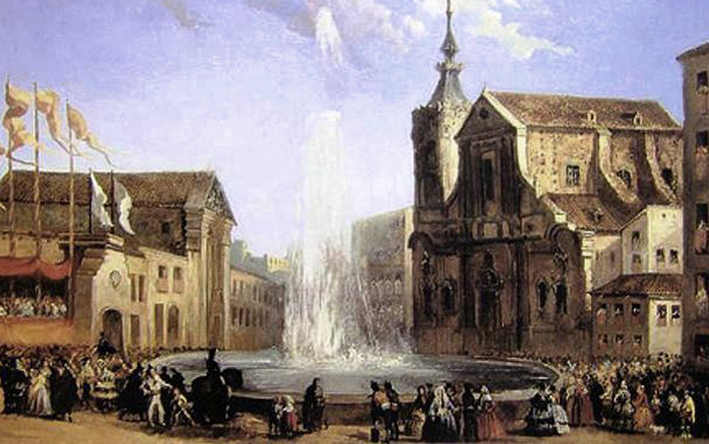
Fuente de San Bernardo, con el convento de las Salesas Nuevas a la izquierda y la iglesia de Nuestra Señora de Montserrat a la derecha (mediados del)

El convento se suprimió en 1836 y la comunidad fue reubicada en la primera casa de la orden salesiana en Madrid. En 1838, el inmueble fue transformado en sede de la Universidad Central, trasladada desde Alcalá de Henares, convirtiéndose la iglesia en el Paraninfo de la institución. Tras la construcción de un edificio ex profeso para la Universidad en la década de 1840, en el lugar donde se ubicaba el Noviciado de Padres Jesuitas y en la misma calle de San Bernardo, la congregación volverá a su emplazamiento original hacia 1850.
Durante la Guerra Civil el inmueble fue convertido en checa, época en la que sufrió importantes desperfectos. La iglesia fue restaurada por el decorador A. Gálvez a principios de la década de los setenta, momento en el que fue remozada. En 1993 fue nuevamente restaurada por los arquitectos Urquidi, Magaz y Collado.
El jardín se ha visto reducido en tamaño para dar paso a nuevas edificaciones. Se trata de un inmueble contenido y funcional en cuyo conjunto destaca la iglesia, que cuenta con los elementos de mayor interés. Está integrado por la iglesia, cinco patios de diversos tamaños, galerías en torno a estos y jardín con forma de «L» en el límite nordeste del conjunto. En fechas recientes a 2011 en la zona sudeste del solar fueron añadidos dos patios más con sus correspondientes crujías, espacio que originalmente formaba parte del jardín y que carece de valores histórico artísticos.

## Descripción

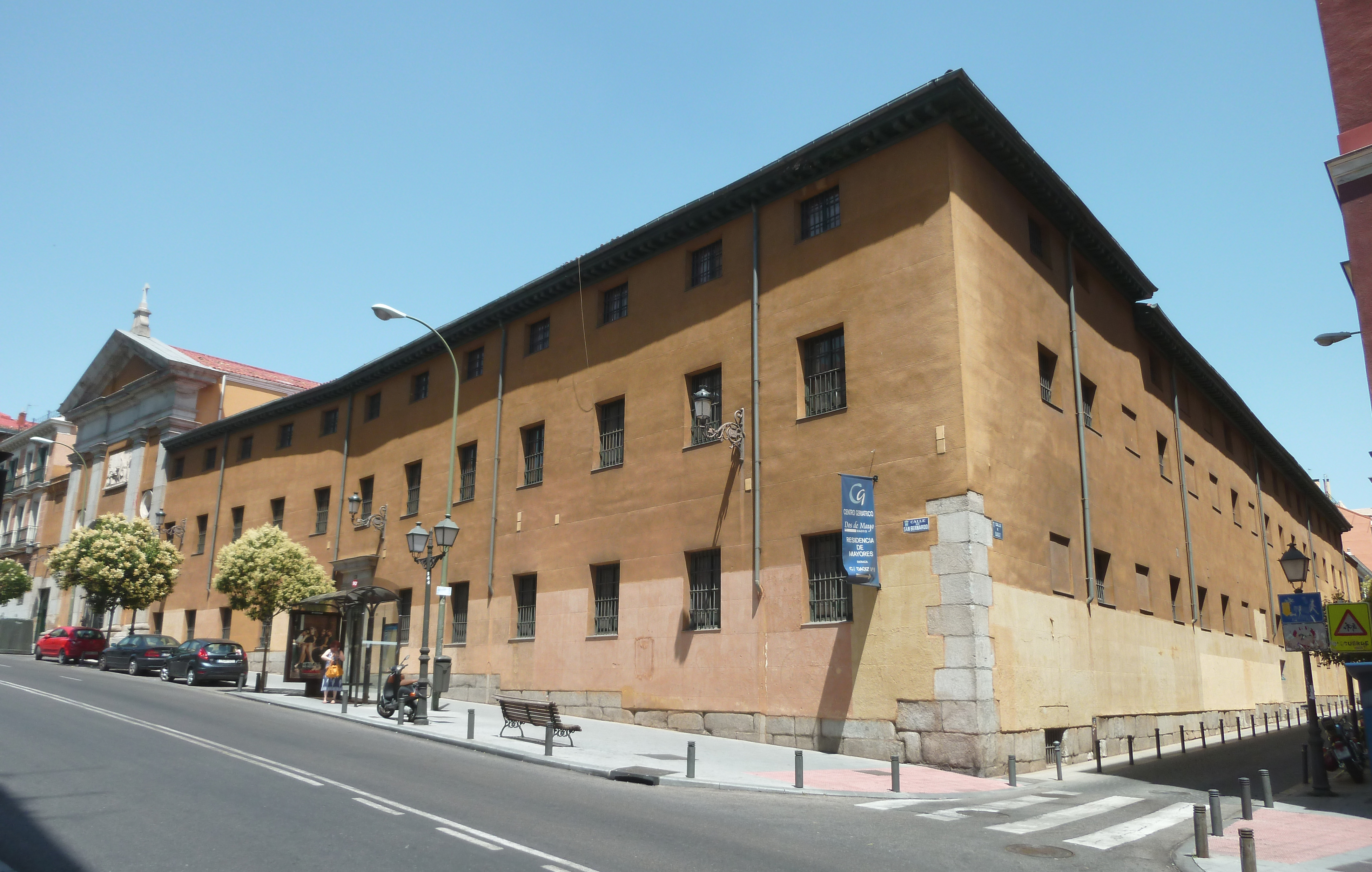
Extremo sur del inmueble.

Las dependencias conventuales se localizan en la zona suroeste del solar y, al menos en su núcleo primigenio, son con certeza anteriores al último cuarto del siglo XVIII. Presenta sencillas características constructivas, con un zócalo pétreo que salva el desnivel de cota del terreno sobre el que se disponen tres alturas, marcadas con vanos enrejados distribuidos con regularidad; en la fachada a San Bernardo son de configuración rectangular en el piso bajo y principal, mientras que los superiores adquieren forma cuadrada; los de la fachada a Daoiz son todos cuadrangulares. Presenta fachada revocada con basamento de granito y sin más interrupción que la cornisa, volada sobre canecillos, y la portada de acceso al número 72, que presenta un sencillo guardapolvo adintelado con moldura cóncava. Una tapia de inspiración neomudéjar, ejecutada en ladrillo y articulada por pilastras, cierra el jardín del monasterio en sus fachadas septentrional y oriental; su composición, ornamentación y materiales la ubican cronológicamente en la segunda mitad del siglo XIX.

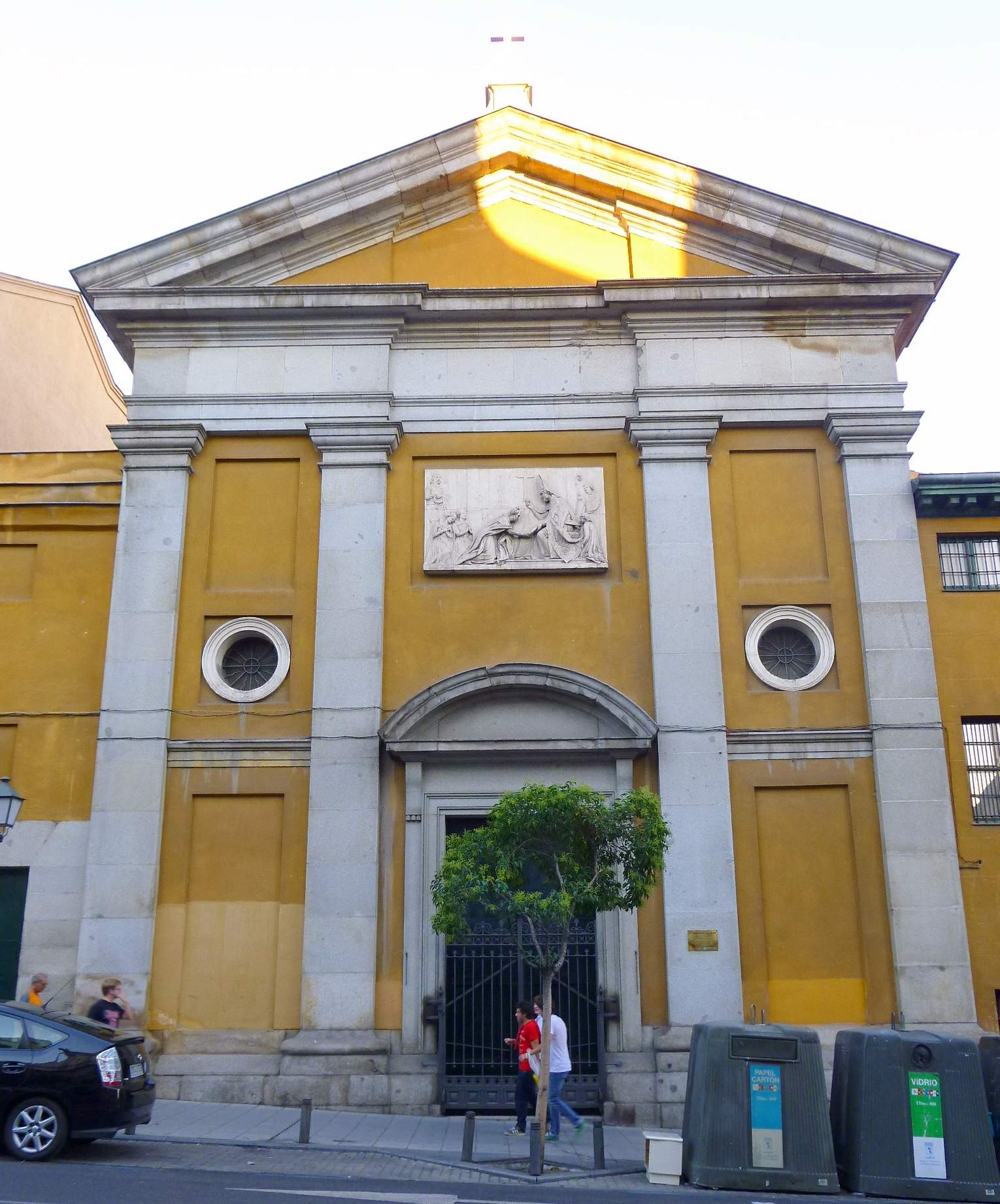
Fachada de la iglesia.

La iglesia, desplazada hacia el norte en la fachada de San Bernardo, constituye el elemento más notable del conjunto. Su fachada presenta una composición propiamente neoclásica, sencilla y equilibrada. Está constituida por un rectángulo dividido en tres calles enmarcadas por cuatro pilastras toscanas de granito, que sostienen un potente entablamento, retranqueado en su tramo central, recurso que concede interesante dinamismo. Sobre él se dispone un gran frontón triangular que corona la fachada, con tímpano liso y rematado con una cruz pétrea. Las calles laterales están vertebradas por óculos en el primer nivel de la fachada y ventanas cegadas. La calle central de la fachada alberga el acceso al templo, de configuración adintelada rematada por frontón semicircular, sobre el que se dispone un relieve realizado en piedra por Julián San Martín, que representa a san Francisco de Sales dando las Constituciones a santa Juana Francisco Fremiot, relaieve coetáneo a la construcción del inmueble.
La planta del templo se desarrolla en una sola nave de cinco tramos, ligeramente de más anchura el correspondiente la capilla mayor, cerrada con testero plano; pequeñas capillas hornacinas se sitúan entre contrafuertes en el segundo y tercer tramo. Se accede a la iglesia mediante un atrio rectangular sobre el que se dispone un coro para la comunidad, comunicado con la nave central a través de un vano enrejado. Tras el altar mayor se dispone la sacristía, un volumen de planta cuadrada con dos accesos.
La cubierta del templo es de bóveda de cañón articulada por arcos fajones. En alzado un basamento pétreo recorre el espacio interior; separando los tramos de la iglesia se localizan pilastras coronadas por capiteles de orden jónico, decorados con guirnaldas, que sostienen un desarrollado entablamento; este se remata por moldura denticulada y sobresaliente cornisa compuesta, sobre la que se sitúan los arranques de la bóveda. En el tramo de la capilla mayor.
La capilla mayor, protegida por balaustrada de fundición, se encuentra sutilmente elevada. En dicho espacio el entablamento se retranquea ligeramente en los laterales para acentuar su relevancia. Está presidido por un retablo mayor del tipo retablo-marco, ejecutado en mármol y madera, que alberga un gran lienzo. Esta pieza obliga a la ruptura de la cornisa, sobre la que se dispone un tímpano semicircular con decoración radial en casetones con florón central, esquema ornamental de marcado corte clásico. A ambos lados del testero se disponen sendos accesos a la sacristía con desarrolladas portadas en mármol de diferentes tonalidades rematadas por guirnaldas y medallón. En el lado de la epístola del tramo del altar mayor se abre un segundo coro, de planta rectangular, nuevamente comunicado con rejas.
La decoración de esta parte corrió en gran parte por cuenta del mencionado Julián de San Martín.  Sobre las puertas de la sacristía se sitúan dos medallones en estuco, que representan la Virgen con el Niño en brazos y el Sueño de San José, obra de Julián de San Martín. Para ambos lados del presbiterio, sobre el coro o comulgatorio y en la pared de enfrente, realizó dos medallones semicirculares en estuco, que representa la Cena del Señor y el Bautismo del Señor por san Juan. Completó sus trabajos con el ángel mancebo en actitud de sostener el púlpito, que doró Manuel Barrios.
El púlpito, otra pieza notable de la iglesia, se sitúa en el mismo presbiterio en el lado del evangelio.
Capillas-hornacinas de escaso fondo se localizan en los tramos segundo y tercero; están cobijadas por arcos de medio punto y protegen interesantes retablos de mármol, coetáneos a la iglesia. En el tramo de los pies se disponen tribunas protegidas sobre grandes ménsulas, con elegante y sobrio pretil de mármoles de diferentes tonalidades; las tribunas están protegidas por celosías de madera.
Respecto a los bienes muebles que custodia la iglesia, son pocos los elementos originales que se conservan, debido a los diferentes usos que ha albergado. Se conserva la pintura original del altar mayor, que representa a santa Juana Fremiot y San Francisco de Sales en actitud de oración, obra del valenciano Agustín Esteve y Marqués; en el lado del evangelio se dispone el Buen Pastor, del mismo Esteve. El resto de lienzos son copias de los existentes con anterioridad a la Guerra Civil, ejecutados por sor María Amada.

## Protección patrimonial
El 19 de abril de 2011 fue declarado parte del Inventario de Bienes Culturales de la Comunidad de Madrid, a través de una orden publicada el 2 de junio de 2011 en el Boletín Oficial de la Comunidad de Madrid. En la actualidad tiene el estatus de Bien de Interés Patrimonial.